# (29242) 1992 HB4
(29242) 1992 HB4 est un objet de la ceinture principale d'astéroïdes intérieure découvert en 1992.

## Description
(29242) 1992 HB4 a été découvert le 23 avril 1992 à l'observatoire de La Silla, au Chili, par Eric Walter Elst.

### Caractéristiques orbitales
L'orbite de cet astéroïde est caractérisée par un demi-grand axe de 1,94 ua, un périhélie de 1,79 ua, une excentricité de 0,07 et une inclinaison de 21,010° par rapport à l'écliptique. Du fait de ces caractéristiques, à savoir un demi-grand axe inférieur à 2 ua et un périhélie supérieur à 1,666 ua, il est classé, selon la JPL Small-Body Database, objet de la ceinture principale d'astéroïdes intérieure.

### Caractéristiques physiques
(29242) 1992 HB4 a une magnitude absolue (H) de 14,5 et un albédo estimé à 0,111.